# Alaric Jacob
Harold Alaric Jacob (n. 8 iunie 1909, Edinburgh, Regatul Unit al Marii Britanii și Irlandei – d. 26 ianuarie 1995, Greater London, Anglia, Regatul Unit) a fost un scriitor și un jurnalist englez. Acesta a fost corespondentul Reuters în Washington în anii 1930, și un corespondent în timpul celui de-al Doilea Război Mondial în Africa de Nord, Burma și Moscova.

## Biografie
Jacob a fost fiul colonelului Harold Fenton Jacob.
1. 1 2  „Alaric Jacob”, Freebase Data Dumps[*] Verificați valoarea |titlelink= (ajutor)